# Bolomys temchuki
Bolomys temchuki är en däggdjursart som först beskrevs av Elio Massoia 1980.  Bolomys temchuki ingår i släktet Bolomys och familjen hamsterartade gnagare. Inga underarter finns listade.
Artpitetet i det vetenskapliga namnet hedrar forskaren Eduardo Temchuk från Argentina.
Denna gnagare förekommer i norra Argentina och kanske i angränsande områden av Paraguay. Habitatet utgörs av gräsmarker och skogskanter.